# 柳斯碘泡虫
柳斯碘泡虫（学名：Myxobolus lussi）为碘泡科碘泡虫属的动物。分布于俄罗斯以及湖南、湖北、黑龙江等，营寄生生活，寄生在鲢的脾、鳙的脾、胆囊、肾、细体鮈、犬首鮈的鳃、鳍以及蒙古鲌的鳃、胃。